# Grb Maldiva
Grb Maldiva sastoji se od kokosove palme, polumjeseca i zvijezde i dvije ukrštene nacionalne zastave. Ispod grba je traka s natpisom "Ad-Dawlat Al-Mahaldheebiyya" što znači "država Mahal Dibiyat" što je stari naziv za Maldive. 

## Također pogledajte
- Zastava Maldiva